# 伍德維爾鎮區 (明尼蘇達州沃西卡縣)
伍德維爾鎮區（英語：Woodville Township）是位於美國明尼蘇達州沃西卡縣的一個行政鎮區。

## 歷史
伍德維爾鎮區於1858年設立，得名自早期定居者埃里·G·伍德（Eri G. Wood）及洛倫·克拉克·伍德（Loren Clark Wood）。

## 地方資料
伍德維爾鎮區的面積為80.13平方千米，當中陸地面積為77.62平方千米，而水域面積為2.51平方千米。根據2020年美國人口普查的數據，當地共有人口1285人，而人口密度為每平方千米16.04人。